# Dalmanuta
Dalmanuta (grekiska δαλμανουθα, 1917 års bibel: Dalmanouta) är den stad till vilken Jesus, enligt Markusevangeliet (Mark 8:10), reste efter att ha givit mat åt fyra tusen människor. Staden benämns i Matteusevangeliet (Matt 15:39) som Magadan.
Var staden låg förtäljer inte evangeliet, det enda man kan säga är att den låg någonstans vid Galileiska sjön. Staden är troligen densamma som Magdala som kan ha varit Maria Magdalenas födelseort.